# Association française des sociétés financières
 (septembre 2013).
Pour les articles homonymes, voir ASF.
L'Association française des sociétés financières (en abrégé ASF) est un lobby issu de la loi bancaire de 1984, qui promeut la spécialisation en matière de crédit, services financiers et services d'investissement. Son activité de lobbying est déclarée auprès de la France et de la Commission Européenne pour des montants annuels de quelques centaines de milliers d'euros.
Elle réalise également des prestations d'information (juridique, économique, statistique) et de concertation au sein de la profession. Ses membres de droit sont des sociétés financières aux métiers divers (financement, crédit, investissement, service de paiement), qui sont réparties dans les sections spécialisées de l'association.
Vis-à-vis des salariés et des tiers, elle est le gestionnaire de la Convention collective de branche, se réunit avec les organisations de consommateurs et propose un médiateur indépendant.

## Activité
L’équipe de l’ASF comprend une trentaine de collaborateurs dirigée par le délégué général.
Les prestations proposées par l’ASF sont l'information juridique et économique, la concertation entre ses membres, les actions d'influences, l'information du public et la diffusion de statistiques.
L'ASF est l'interlocuteur des organisations syndicales pour la gestion de la Convention Collective qui concerne environ 40 000 salariés.
L'ASF est également en contact avec les organisations de consommateurs qui se réunissent tous les trimestres à l'ASF. L'association participe aussi activement aux réunion CCSF dont elle est membre titulaire.
Elle a créé une filiale spécialisée dans la formation professionnelle, l’ASFFOR, Association pour la formation du personnel des sociétés financières, qui a pour but la réalisation d'actions de formation et l'organisation de réunions d'information-réflexion.
En 1995, l'ASF a mis en place un Médiateur indépendant. Monsieur Armand Pujal, ancien secrétaire général de la Banque de France, occupe cette fonction depuis novembre 2012.

### Europe
Elle est représentée au board de trois fédérations européennes : Eurofinas (crédit à la consommation), Leaseurope (crédit-bail), EU federation for the factoring and commercial finance industry : affacturage.
L’ASF participe chaque année au congrès conjoint Eurofinas/Leaseurope qui réunit quelque cinq cents professionnels européens du crédit-bail et du crédit à la consommation, ainsi qu'un sommet européen annuel de l'affacturage d'EUF.

## Fonctionnement
En raison de la diversité des métiers de ses adhérents, l’ASF est organisée en Sections spécialisées. Chacune de ces Sections élit une Commission - qui désigne son Président -, chargée de l’étude des problèmes spécifiques à cette activité.
C’est dans ces Commissions que se poursuivent la réflexion et la concertation qui définissent les orientations de la profession ainsi que son action. Les organes délibérants de l’ASF sont l’Assemblée Générale des adhérents et le Conseil. Le Président est choisi en son sein par le Conseil.
Le Délégué Général et ses collaborateurs sont chargés de mettre en œuvre l’action professionnelle.

## Membres
L’ASF accueille trois catégories de membres: les membres de droit, les membres correspondants et les membres associés.
Les membres de droit peuvent être des sociétés de financement, des établissements agréés en qualité d’établissements de crédit spécialisés, des entreprises d’investissement, des établissements de paiement, des établissements de monnaie électronique, des succursales d’établissements de crédit, etc.
Les membres de l'ASF[Lesquels ?] sont agréés par les autorités pour exercer des activités spécialisées : financement du logement, crédit-bail mobilier et immobilier, financement des énergies renouvelables et du développement durable, crédit à la consommation (automobile, petit habitat, équipement du foyer, crédit de trésorerie, rénovation énergétique des logements), services financiers (affacturage et cautions), services d’investissement et titrisation.
Parmi les membres se trouvent notamment les sociétés de crédit à la consommation, comme Cetelem, Finaref et Sofinco.

## Lobbying

### Auprès des institutions de l'Union européenne
L'ASF est inscrite depuis 2011 au registre de transparence des représentants d'intérêts auprès de la Commission européenne. Elle déclare en 2020 pour cette activité des dépenses annuelles d'un montant compris entre 200 000 et 300 000 euros.

### En France
Pour l'année 2021, l'ASF déclare à la Haute Autorité pour la transparence de la vie publique exercer des activités de représentation d'intérêts en France pour un montant qui n'excède pas 200 000 euros.